# Tord Hall
Tord Erik Martin Hall, född den 7 januari 1910 i Jönköping, död 30 september 1987 i Uppsala domkyrkoförsamling, var en svensk matematiker och universitetslektor.

## Biografi
Hall fick sin utbildning i Uppsala med fil.kand.-examen 1931, fil.mag. 1933, fil.lic. 1937 och tog sin doktorsgrad 1950 på avhandlingen On Polynomials bounded at an Infinity of Points. Han hade olika förordnanden som lärare innan han blev  universitetslektor i matematik 1959–1975 vid Uppsala universitet.
Han har skrivit flera populärvetenskapliga böcker om matematik och astronomi, bl. a. om den tyske matematikern Carl Friedrich Gauss. Han blev 1951 också naturvetenskaplig medarbetare i Svenska Dagbladet och vid Sveriges Radio 1955. Hall är begravd på Uppsala gamla kyrkogård.